# Acyrocera argyraspis
Acyrocera argyraspis är en tvåvingeart som beskrevs av Lindner 1937. Acyrocera argyraspis ingår i släktet Acyrocera och familjen vapenflugor. Inga underarter finns listade i Catalogue of Life.